# Надь, Ласло (гандболист)
Ла́сло Надь (венг. Nagy László; род. 3 марта 1981, Секешфехервар) — венгерский гандболист; функционер.

## Биография
С 2001 по 2012 года — игрок гандбольного клуба «Барселона». В составе клуба обладатель Кубка Европы (2005), многократный победитель и вице-чемпион различных испанских соревнований.